# Aphthona ovatoidea
Aphthona ovatoidea es un coleóptero de la familia Chrysomelidae. Fue descrita científicamente por primera vez en 1981 por Gruev.